# Villamartín Pequeño
Villamartín Pequeño (llamada oficialmente San Xoán Degolado de Vilamartín Pequeno) es una parroquia y un barrio español del municipio de Barreiros, en la provincia de Lugo, Galicia.

## Organización territorial
La parroquia está formada por siete entidades de población, constando tres de ellas en el nomenclátor del Instituto Nacional de Estadística español:
- Aguá (A Aguá)
- Aldea de Abajo (A Aldea de Baixo)
- Aldea de Arriba (A Aldea de Riba)
- Cabana da Vella (A Cabana da Vella)
- Regueira (A Regueira)
- Cabanas (As Cabanas)
- Villamartín Pequeño

## Demografía

### Parroquia
| Gráfica de evolución demográfica de Villamartín Pequeño (parroquia) entre 2000 y 2019 |
|                                                                                       |
| Datos según el nomenclátor publicado por el INE.                                      |

### Barrio
| Gráfica de evolución demográfica de Vilamartín Pequeno (barrio) entre 2000 y 2019 |
|                                                                                   |
| Datos según el nomenclátor publicado por el INE.                                  |